# Jarno Janssen
Jarno Janssen (Deurne, 9 ottobre 1975) è un pilota motociclistico olandese, ritiratosi dall'attività agonistica.

## Carriera
Prima del motomondiale si è dedicato a gare di club 50cc e al campionato olandese 125cc. Ha poi gareggiato nel campionato Europeo classe 250 classificandosi undicesimo nel 1998 e quarto nel 2001: anno in cui ha conseguito una vittoria e due secondi posti.
Dal 1996 al 1998 ha partecipato solo come wild card al Gran Premio motociclistico d'Olanda, per passare dal motomondiale 1999 ad una partecipazione più assidua nella classe 250; per quanto riguarda la classe regina della 500 ha registrato un'unica apparizione con la Honda NSR 500 V2 del team Arie Molenaar Racing in qualità di sostituto di Haruchika Aoki, ottenendo un punto in occasione del Gran Premio motociclistico di Francia 2001. Ritorna come pilota titolare in 250 nel 2002 ma non realizza punti, pertanto viene sostituito dal suo team e non porta a termine la stagione. In tutte le sue partecipazioni al motomondiale ha guidato motociclette Honda e TSR Honda.
Nel 2003 ritorna nel campionato Europeo 250, chiudendolo settimo con 66 punti alla guida di una Yamaha ottenendo anche un podio in stagione.
Nel 2004 si sposta nelle competizioni per motociclette derivate dalla produzione di serie, facendo il suo esordio come wildcard nel campionato mondiale supersport con una Suzuki GSX-R 600 del team Suzuki Nederland. Nelle tre gare in cui prende parte non riesce ad ottenere punti per la classifica piloti. Si ripresenta nello stesso campionato con la stessa moto anche l'anno seguente questa volta come pilota titolare, prende parte a 10 delle 12 gare in calendario (perché il suo team salta le prime due gare extra-europee) posizionandosi trentesimo nella graduatoria mondiale con 6 punti.

## Risultati in gara

### Motomondiale
| 1996 | Classe | Moto  |  |  |  |  |  |  |    |  |  |  |  |  |  |  |  |  | Punti | Pos. |
| ---- | ------ | ----- |  |  |  |  |  |  | -- |  |  |  |  |  |  |  |  |  | ----- | ---- |
| 1996 | 125    | Honda |  |  |  |  |  |  | 19 |  |  |  |  |  |  |  |  |  | 0     |      |

| 1997 | Classe | Moto  |  |  |  |  |  |  |     |  |  |  |  |  |  |  |  |  | Punti | Pos. |
| ---- | ------ | ----- |  |  |  |  |  |  | --- |  |  |  |  |  |  |  |  |  | ----- | ---- |
| 1997 | 125    | Honda |  |  |  |  |  |  | Rit |  |  |  |  |  |  |  |  |  | 0     |      |

| 1998 | Classe | Moto  |  |  |  |  |  |  |    |  |  |  |  |  |  |  |  |  | Punti | Pos. |
| ---- | ------ | ----- |  |  |  |  |  |  | -- |  |  |  |  |  |  |  |  |  | ----- | ---- |
| 1998 | 250    | Honda |  |  |  |  |  |  | 18 |  |  |  |  |  |  |  |  |  | 0     |      |

| 1999 | Classe | Moto      |    |    |    |     |     |    |    |    |    |    |     |    |    |    |    |    | Punti | Pos. |
| ---- | ------ | --------- | -- | -- | -- | --- | --- | -- | -- | -- | -- | -- | --- | -- | -- | -- | -- | -- | ----- | ---- |
| 1999 | 250    | TSR Honda | 20 | 19 | 19 | Rit | Rit | 15 | 15 | 19 | 20 | 18 | Rit | 21 | 18 | 17 | 16 | 16 | 2     | 30º  |

| 2000 | Classe | Moto      |    |    |    |     |    |     |    |     |    |     |     |     |    |    |     |    | Punti | Pos. |
| ---- | ------ | --------- | -- | -- | -- | --- | -- | --- | -- | --- | -- | --- | --- | --- | -- | -- | --- | -- | ----- | ---- |
| 2000 | 250    | TSR Honda | 17 | 16 | 21 | Rit | 17 | Rit | 12 | Rit | 17 | Rit | Rit | Rit | 24 | 19 | Rit | 22 | 4     | 33º  |

| 2001 | Classe | Moto  |  |  |  |    |  |  |  |  |  |  |  |  |  |  |  |  | Punti | Pos. |
| ---- | ------ | ----- |  |  |  | -- |  |  |  |  |  |  |  |  |  |  |  |  | ----- | ---- |
| 2001 | 500    | Honda |  |  |  | 15 |  |  |  |  |  |  |  |  |  |  |  |  | 1     | 27º  |

| 2002 | Classe | Moto  |     |    |    |    |     |    |    |    |     |  |  |  |  |  |  |  | Punti | Pos. |
| ---- | ------ | ----- | --- | -- | -- | -- | --- | -- | -- | -- | --- |  |  |  |  |  |  |  | ----- | ---- |
| 2002 | 250    | Honda | Rit | 17 | 20 | 17 | Rit | 22 | 18 | 19 | Rit |  |  |  |  |  |  |  | 0     |      |

| Legenda | 1º posto        | 2º posto            | 3º posto            | A punti      | Senza punti        | Grassetto – Pole position Corsivo – Giro più veloce |
| Legenda | Gara non valida | Non qual./Non part. | Ritirato/Non class. | Squalificato | '-' Dato non disp. | Grassetto – Pole position Corsivo – Giro più veloce |

### Campionato mondiale Supersport
| 2004 | Moto   |  |  |  |  |     |  |  |     |  |    |  |  | Punti | Pos. |
| ---- | ------ |  |  |  |  | --- |  |  | --- |  | -- |  |  | ----- | ---- |
| 2004 | Suzuki |  |  |  |  | Rit |  |  | Rit |  | 16 |  |  | 0     |      |

| 2005 | Moto   |  |  |    |     |    |    |    |     |    |    |    |    | Punti | Pos. |
| ---- | ------ |  |  | -- | --- | -- | -- | -- | --- | -- | -- | -- | -- | ----- | ---- |
| 2005 | Suzuki |  |  | 17 | Rit | 15 | 17 | 17 | Rit | 14 | 15 | 17 | 14 | 6     | 30º  |

| Legenda | 1º posto        | 2º posto            | 3º posto           | A punti      | Senza punti        | Grassetto – Pole position Corsivo – Giro più veloce |
| Legenda | Gara non valida | Non qual./Non part. | Ritirato/Non class | Squalificato | '-' Dato non disp. | Grassetto – Pole position Corsivo – Giro più veloce |